# Fire of Unknown Origin
Fire of Unknown Origin — восьмой студийный альбом американской хард-рок-группы Blue Öyster Cult, выпущенный в июле 1981 года. Продюсером выступил Мартин Бёрч.
Альбом, включающий в себя успешный в Top 40 хит «Burnin’ for You» (1-е место в Billboard Album Rock Tracks chart) ознаменовал возрождение коммерческого успеха, после двух альбомов с неутешительными продажами. Также Fire of Unknown Origin является последним студийным альбомом, записанным оригинальным составом группы; во время последующего тура, группа уволила оригинального барабанщика Альберта Бушара.
Альбом продолжает тенденцию BÖC в плане написания необычных песен, начиная от заглавного трека (написанного в соавторстве с Патти Смит) до «Joan Crawford». Часть песен была предназначена для саундтрека анимационного фильма «Тяжёлый металл», включая «Vengeance (The Pact)», в тексте которого подробно описывается сюжет сегмента фильма «Taarna». Тем не менее только написанная в соавторстве с писателем научной фантастики Майклом Муркоком песня «Veteran of the Psychic Wars» (по иронии судьбы не предназначенная для фильма) смогла попасть в саундтрек окончательной версии фильма.
Закрывающий трек альбома, «Don’t Turn Your Back» стал последним вкладом Аллена Ланьера в написании песен Blue Öyster Cult; впервые он был исполнен группой 17 июня 2016 года на специальном концерте, посвящённом творчеству Ланьера.

## Список композиций
| №  | Название                            | Текст песни                                                     | Ведущий вокал | Длительность |
| -- | ----------------------------------- | --------------------------------------------------------------- | ------------- | ------------ |
| 1. | «Fire of Unknown Origin»            | Эрик Блум, Альберт Бушар, Джо Бушар , Дональд Розер, Патти Смит | Блум          | 4:09         |
| 2. | «Burnin’ for You»                   | Розер, Ричард Мельцер                                           | Розер         | 4:29         |
| 3. | «Veteran of the Psychic Wars»       | Блум, Майкл Муркок                                              | Блум          | 4:48         |
| 4. | «Sole Survivor»                     | Блум, Лиз Майерс, Джон Триверс                                  | Блум          | 4:04         |
| 5. | «Heavy Metal: The Black and Silver» | Блум, А. Бушар, Сэнди Пёрлмен                                   | Блум          | 3:16         |

| №  | Название               | Текст песни                      | Ведущий вокал    | Длительность |
| -- | ---------------------- | -------------------------------- | ---------------- | ------------ |
| 6. | «Vengeance (The Pact)» | А. Бушар, Дж. Бушар              | Дж. Бушар, Розер | 4:41         |
| 7. | «After Dark»           | Блум, Майерс, Триверс            | Блум             | 4:25         |
| 8. | «Joan Crawford»        | А. Бушар, Джек Ригг, Дэвид Ротер | Блум, А. Бушар   | 4:55         |
| 9. | «Don’t Turn Your Back» | А. Бушар, Аллен Ланьер, Розер    | Розер            | 4:07         |

## Участники записи
Blue Öyster Cult:
- Эрик Блум[англ.] — вокал, гитара, бас в 5 треке
- Дональд 'Бак Дхарма' Розер — соло-гитара, вокал, перкуссия в 3 треке, звуковые и эффекты баса в 8 треке
- Аллен Ланьер — клавишные
- Джо Бушар[англ.] — бас, вокал
- Альберт Бушар[англ.] — ударные, синтезатор, вокал, микширование (в титрах не указан)[12]

Дополнительные музыканты:
- Карла Де Вито — бэк-вокал в 4 треке
- Сэнди Джин — бэк-вокал в 9 треке
- Билл Ситивелла, Тони Седрон — дополнительная перкуссия в 3 треке
- Джесси Леви — струнные аранжировки в 3 и 8 треках

Производство:
- Мартин Бёрч — продюсер, звукоинжинер, микширование
- Клэй Хатчинсон — звкоинженер
- Пол Стабблебин — мастеринг
- Грэг Скотт — обложка альбома

## Чарты

### Альбом
| Год  | Чарт               | Позиция |
| ---- | ------------------ | ------- |
| 1981 | RPM50 (Canada)     | 21      |
| 1981 | Billboard 200 (US) | 24      |
| 1981 | UK Albums Chart    | 29      |

### Синглы
| Год  | Название          | Чарт                             | Позиция |
| ---- | ----------------- | -------------------------------- | ------- |
| 1981 | «Burnin’ for You» | Hot Mainstream Rock Tracks (США) | 1       |
| 1981 | «Burnin’ for You» | Billboard Hot 100 (США)          | 40      |
| 1981 | «Burnin’ for You» | RPM100 Singles (Канада)          | 47      |
| 1981 | «Burnin’ for You» | UK Singles Chart                 | 76      |
| 1981 | «Joan Crawford»   | Hot Mainstream Rock Tracks (США) | 49      |

## Продажи и сертификации
| Год  | Страна | Ассоциация | Продажи            |
| 1982 | США    | RIAA       | Золотой (500,000+) |
| 1982 | Канада | CRIA       | Золотой (50,000+)  |